# Pirssonita
La pirssonita és un mineral de la classe dels carbonats. Anomenada així per Louis Valentine Pirsson (1860-1919), petròleg, mineròleg i professor de geologia física a la Universitat Yale.

## Característiques
La pirssonita és un carbonat de fórmula química Na₂Ca(CO₃)₂·2H₂O. Cristal·litza en el sistema ortoròmbic. La seva duresa a l'escala de Mohs és 3 a 3,5.
Segons la classificació de Nickel-Strunz, la pirssonita pertany a «05.CB - Carbonats sense anions addicionals, amb H₂O, amb cations grans (carbonats alcalins i alcalinoterris)» juntament amb els següents minerals: termonatrita, natró, trona, monohidrocalcita, ikaïta, gaylussita, calconatronita, baylissita i tuliokita.

## Formació i jaciments
S'ha descrit en ambients evaporítics continentals associat a tiquita, northupita i gaylussita. S'ha descrit als EUA, Ucraina, Turquia, Tanzània, Rússia, Namíbia, Egipte, República Txeca, Xina i el Canadà.